# Stiphropus monardi
Stiphropus monardi es una especie de araña del género Stiphropus, familia Thomisidae.

## Distribución
Se distribuye por África: Congo.

## Taxonomía
Fue descrita por Lessert en 1943.
Tratamiento taxonómico
La especie aparece registrada y publicada en Araignées du Congo belge (Troisième partie). Revue Suisse de Zoologie 50(3): 305–338.